# Australian Open-mesterskabet i mixed double 2023
Australian Open-mesterskabet i mixed double 2023 var den 80. turnering om Australian Open-mesterskabet i mixed double. Turneringen var en del af Australian Open 2023 og bliver spillet i Melbourne Park i Melbourne, Australien. Turneringen bliver spillet i perioden 20. - 27. januar 2023 med deltagelse af 32 par.
Mesterskabet blev vundet af Luisa Stefani og Rafael Matos, som i finalen besejrede Sania Mirza og Rohan Bopanna med 7-6(2), 6-2 på en time og 27 minutter. Både Stefani og Matos vandt dermed den første grand slam-titel i deres karrierer, og de blev det første rent brasilianske doublepar, der vandt en grand slam-titel. Luisa Stefani blev den første kvindelige brasilianske vinder af en grand slam-titel i mixed double, siden Maria Bueno vandt det franske mesterskab i 1960. 
Finalen var den tidligere verdensetter i damedouble Sania Mirzas sidste grand slam-turnering i sin karriere, som hun afsluttede i foråret 2023.
Kristina Mladenovic og Ivan Dodig var forsvarende mestre, men Dodig stillede ikke op i årets turnering. I stedet spillede Mladenovic sammen med Juan Sebastián Cabal, men det fransk-colombianske par tabte i anden runde til Maddison Inglis og Jason Kubler.

## Pengepræmier
Den samlede præmiesum til spillerne i mixed double androg A$ 650.000 (ekskl. per diem), hvilket var en stigning på 2,2 % i forhold til året før.
| Resultat               | Pengepræmier | Pengepræmier | Ændring ift. 2022 |
| Resultat               | Pr. par      | Total        | Ændring ift. 2022 |
| ---------------------- | ------------ | ------------ | ----------------- |
| Vindere (1)            | A$ 157.750   | A$ 157.750   | +2,1 %            |
| Finalister (1)         | A$ 89.450    | A$ 89.450    | +2,2 %            |
| Semifinalister (2)     | A$ 47.500    | A$ 95.000    | +2,5 %            |
| Kvartfinalister (4)    | A$ 25.250    | A$ 101.000   | +2,0 %            |
| Tabere i 2. runde (8)  | A$ 12.650    | A$ 101.200   | +2,4 %            |
| Tabere i 1. runde (16) | A$ 6.600     | A$ 105.600   | +2,3 %            |
| Samlet præmiesum       | -            | A$ 650.000   | +2,2 %            |

## Turnering

### Deltagere
Turneringen havde deltagelse af 32 par, der var fordelt på:
- 24 direkte kvalificerede par i form af deres ranglisteplacering.
- 8 par, der havde modtaget et wildcard.

#### Seedede spillere
De 8 bedste par blev seedet:
| Seedning | Rang. | Spillere                          | Resultat       |
| -------- | ----- | --------------------------------- | -------------- |
| 1        | 14    | Giuliana Olmos Marcelo Arévalo    | Anden runde    |
| 2        | 15    | Jessica Pegula Austin Krajicek    | Første runde   |
| 3        | 19    | Desirae Krawczyk Neal Skupski     | Semifinalister |
| 4        | 26    | Ena Shibahara Wesley Koolhof      | Første runde   |
| 5        | 26    | Demi Schuurs Nikola Mektić        | Anden runde    |
| 6        | 31    | Ellen Perez Harri Heliövaara      | Meldte afbud   |
| 7        | 38    | Alicja Rosolska Jean-Julien Rojer | Første runde   |
| 8        | 40    | Gabriela Dabrowski Max Purcell    | Anden runde    |

#### Wildcards
Otte par modtog et wildcard til turneringen.
| Spillere                           | Resultat        |
| ---------------------------------- | --------------- |
| Jaimee Fourlis Luke Saville        | Første runde    |
| Alana Parnaby Andrew Harris        | Anden runde     |
| Samantha Stosur Matthew Ebden      | Første runde    |
| Maddison Inglis Jason Kubler       | Kvartfinalister |
| Kimberly Birrell Rinky Hijikata    | Anden runde     |
| Olivia Gadecki Marc Polmans        | Semifinalister  |
| Lizette Cabrera John-Patrick Smith | Kvartfinalister |
| Han Xinyun Zhang Zhizhen           | Første runde    |

### Resultater
| Giuliana Olmos  |
| Marcelo Arévalo |

| Latisha Chan |
| Hugo Nys     |

| Giuliana Olmos  |
| Marcelo Arévalo |

| Chan Hao-Ching |
| Michael Venus  |

| Jeļena Ostapenko     |
| David Vega Hernández |

| Jeļena Ostapenko     |
| David Vega Hernández |

| Jeļena Ostapenko     |
| David Vega Hernández |

| Jaimee Fourlis |
| Luke Saville   |

| Sania Mirza   |
| Rohan Bopanna |

| Sania Mirza   |
| Rohan Bopanna |

| Sania Mirza   |
| Rohan Bopanna |

| Nicole Melichar-Martinez |
| Matwé Middelkoop         |

| Makoto Ninomiya |
| Ariel Behar     |

| Makoto Ninomiya |
| Ariel Behar     |

| Sania Mirza   |
| Rohan Bopanna |

| Desirae Krawczyk |
| Neal Skupski     |

| Desirae Krawczyk |
| Neal Skupski     |

| Storm Hunter |
| John Peers   |

| Desirae Krawczyk |
| Neal Skupski     |

| Zhang Shuai |
| Robin Haase |

| Alana Parnaby |
| Andrew Harris |

| Alana Parnaby |
| Andrew Harris |

| Desirae Krawczyk |
| Neal Skupski     |

| Kirsten Flipkens       |
| Édouard Roger-Vasselin |

| Taylor Townsend |
| Jamie Murray    |

| Taylor Townsend |
| Jamie Murray    |

| Taylor Townsend |
| Jamie Murray    |

| Samantha Stosur |
| Matthew Ebden   |

| Demi Schuurs  |
| Nikola Mektić |

| Demi Schuurs  |
| Nikola Mektić |

| Sania Mirza   |
| Rohan Bopanna |

| Alicja Rosolska   |
| Jean-Julien Rojer |

| Luisa Stefani |
| Rafael Matos  |

| Maddison Inglis |
| Jason Kubler    |

| Maddison Inglis |
| Jason Kubler    |

| Anna Danilina        |
| Aleksandr Nedovjesov |

| Kristina Mladenovic  |
| Juan Sebastián Cabal |

| Kristina Mladenovic  |
| Juan Sebastián Cabal |

| Maddison Inglis |
| Jason Kubler    |

| Kimberly Birrell |
| Rinky Hijikata   |

| Olivia Gadecki |
| Marc Polmans   |

| Ljudmyla Kitjenok |
| Gonzalo Escobar   |

| Kimberly Birrell |
| Rinky Hijikata   |

| Olivia Gadecki |
| Marc Polmans   |

| Olivia Gadecki |
| Marc Polmans   |

| Ena Shibahara  |
| Wesley Koolhof |

| Olivia Gadecki |
| Marc Polmans   |

| Gabriela Dabrowski |
| Max Purcell        |

| Luisa Stefani |
| Rafael Matos  |

| Yang Zhaoxuan |
| Jan Zieliński |

| Gabriela Dabrowski |
| Max Purcell        |

| Lizette Cabrera    |
| John-Patrick Smith |

| Lizette Cabrera    |
| John-Patrick Smith |

| Kimberley Zimmermann |
| Tim Pütz             |

| Lizette Cabrera    |
| John-Patrick Smith |

| Han Xinyun    |
| Zhang Zhizhen |

| Luisa Stefani |
| Rafael Matos  |

| Luisa Stefani |
| Rafael Matos  |

| Luisa Stefani |
| Rafael Matos  |

| Bethanie Mattek-Sands |
| Mate Pavić            |

| Bethanie Mattek-Sands |
| Mate Pavić            |

| Jessica Pegula  |
| Austin Krajicek |